# Shiō Fukuda
Shiō Fukuda (福田 師王?, Fukuda Shio; Kanoya, 8 aprile 2004) è un calciatore giapponese, attaccante del Borussia M'gladbach.

## Biografia
Shiō è il secondo di tre figli, infatti ha un fratello maggiore e un fratello minore. Ha giocato a calcio nel Kamimura, istituzione scolastica della prefettura di Kagoshima, prima nelle scuole medie dove all'inizio è stato impiegato come difensore venendo successivamente convertito come attaccante, e poi nelle loro scuole superiori.

## Caratteristiche tecniche
Nel 2021 è stato inserito nella lista "Next Generation" dei sessanta migliori talenti nati nel 2004, redatta dal quotidiano inglese The Guardian.

## Carriera

### Club
Fukuda è entrato a far parte del settore giovanile del Borussia M'gladbach, infatti concluse le scuole superiori ha preferito trasferirsi Germania perché desiderava giocare un calcio competitivo, ritenendo infatti che in Giappone nella J1 League sarebbe stato poco probabile nei primi anni diventare un titolare come esordiente. Inizialmente assegnato alla squadra riserve, a inizio 2024 è stato promosso in prima squadra con cui ha debuttato il 27 gennaio nell'incontro di Bundesliga pareggiato 0-0 contro il Bayer Leverkusen.Segna il suo primo gol in una partita amichevole con la prima squadra il 25 luglio battendo per 3-1 il Fortuna Sittard.

### Nazionale
È stato convocato dal Giappone Under-20 per il mondiale di categoria Argentina 2023, Fukuda gioca tutte e tre le partite del girone dove il Giappone viene eliminato, in tutti i match è sceso in campo nel secondo tempo.Sempre nel 2023 viene convocato per giocare con il Giappone Under-23 disputando un'amichevole vinta contro l'Argentina, Fukuda segna la rete del definitivo 5-2.

## Statistiche

### Presenze e reti nei club
Statistiche aggiornate al 18 maggio 2024.
| Stagione        | Squadra                | Campionato      | Campionato | Campionato | Coppe nazionali | Coppe nazionali | Coppe nazionali | Coppe continentali | Coppe continentali | Coppe continentali | Altre coppe | Altre coppe | Altre coppe | Totale | Totale | Totale |
| Stagione        | Squadra                | Comp            | Pres       | Reti       | Comp            | Pres            | Reti            | Comp               | Pres               | Reti               | Comp        | Pres        | Reti        | Pres   | Reti   |        |
| --------------- | ---------------------- | --------------- | ---------- | ---------- | --------------- | --------------- | --------------- | ------------------ | ------------------ | ------------------ | ----------- | ----------- | ----------- | ------ | ------ | ------ |
| 2023-2024       | Borussia M'gladbach II | RL              | 21         | 7          | -               | -               | -               | -                  | -                  | -                  | -           | -           | -           | 21     | 7      |        |
| 2023-2024       | Borussia M'gladbach    | BL              | 5          | 0          | CG              | 0               | 0               | -                  | -                  | -                  | -           | -           | -           | 5      | 0      |        |
| Totale carriera | Totale carriera        | Totale carriera | 26         | 7          |                 | 0               | 0               |                    | -                  | -                  |             | -           | -           | 26     | 7      |        |

### Cronologia presenze e reti in nazionale
| Cronologia completa delle presenze e delle reti in nazionale ― Giappone under 23 | Cronologia completa delle presenze e delle reti in nazionale ― Giappone under 23 | Cronologia completa delle presenze e delle reti in nazionale ― Giappone under 23 | Cronologia completa delle presenze e delle reti in nazionale ― Giappone under 23 | Cronologia completa delle presenze e delle reti in nazionale ― Giappone under 23 | Cronologia completa delle presenze e delle reti in nazionale ― Giappone under 23 | Cronologia completa delle presenze e delle reti in nazionale ― Giappone under 23 | Cronologia completa delle presenze e delle reti in nazionale ― Giappone under 23 |
| Data                                                                             | Città                                                                            | In casa                                                                          | Risultato                                                                        | Ospiti                                                                           | Competizione                                                                     | Reti                                                                             | Note                                                                             |
| -------------------------------------------------------------------------------- | -------------------------------------------------------------------------------- | -------------------------------------------------------------------------------- | -------------------------------------------------------------------------------- | -------------------------------------------------------------------------------- | -------------------------------------------------------------------------------- | -------------------------------------------------------------------------------- | -------------------------------------------------------------------------------- |
| 18-11-2023                                                                       | Shimizu                                                                          | Giappone under 23                                                                | 5 – 2                                                                            | Argentina under 23                                                               | Amichevole                                                                       | 1                                                                                | 86’                                                                              |
| Totale                                                                           |                                                                                  | Presenze                                                                         | 1                                                                                |                                                                                  | Reti                                                                             | 1                                                                                |                                                                                  |

| Cronologia completa delle presenze e delle reti in nazionale ― Giappone under 20 | Cronologia completa delle presenze e delle reti in nazionale ― Giappone under 20 | Cronologia completa delle presenze e delle reti in nazionale ― Giappone under 20 | Cronologia completa delle presenze e delle reti in nazionale ― Giappone under 20 | Cronologia completa delle presenze e delle reti in nazionale ― Giappone under 20 | Cronologia completa delle presenze e delle reti in nazionale ― Giappone under 20 | Cronologia completa delle presenze e delle reti in nazionale ― Giappone under 20 | Cronologia completa delle presenze e delle reti in nazionale ― Giappone under 20 |
| Data                                                                             | Città                                                                            | In casa                                                                          | Risultato                                                                        | Ospiti                                                                           | Competizione                                                                     | Reti                                                                             | Note                                                                             |
| -------------------------------------------------------------------------------- | -------------------------------------------------------------------------------- | -------------------------------------------------------------------------------- | -------------------------------------------------------------------------------- | -------------------------------------------------------------------------------- | -------------------------------------------------------------------------------- | -------------------------------------------------------------------------------- | -------------------------------------------------------------------------------- |
| 21-5-2023                                                                        | La Plata                                                                         | Senegal under 20                                                                 | 0 – 1                                                                            | Giappone under 20                                                                | Mondiali Under-20 2023 - 1º turno                                                | -                                                                                | 80’                                                                              |
| 24-5-2023                                                                        | La Plata                                                                         | Giappone under 20                                                                | 1 – 2                                                                            | Colombia under 20                                                                | Mondiali Under-20 2023 - 1º turno                                                | -                                                                                | 85’                                                                              |
| 27-5-2023                                                                        | Mendoza                                                                          | Giappone under 20                                                                | 1 – 2                                                                            | Israele under 20                                                                 | Mondiali Under-20 2023 - 1º turno                                                | -                                                                                | 75’ 90+6’                                                                        |
| Totale                                                                           |                                                                                  | Presenze                                                                         | 3                                                                                |                                                                                  | Reti                                                                             | 0                                                                                |                                                                                  |